# Уилям Ранкин
Ранкин пренасочва насам.  За единицата за температура вижте Ранкин (градус).
Уилям Джон Маккорн Ранкин (на английски: William John Macquorn Rankine) е шотландски физик и инженер със значителен принос към термодинамиката. Той разработва цялостна теория на топлинните двигатели, а издадените от него инженерни ръководства се използват широко през цялата втора половина на 19 век.